# Abraham Zapruder

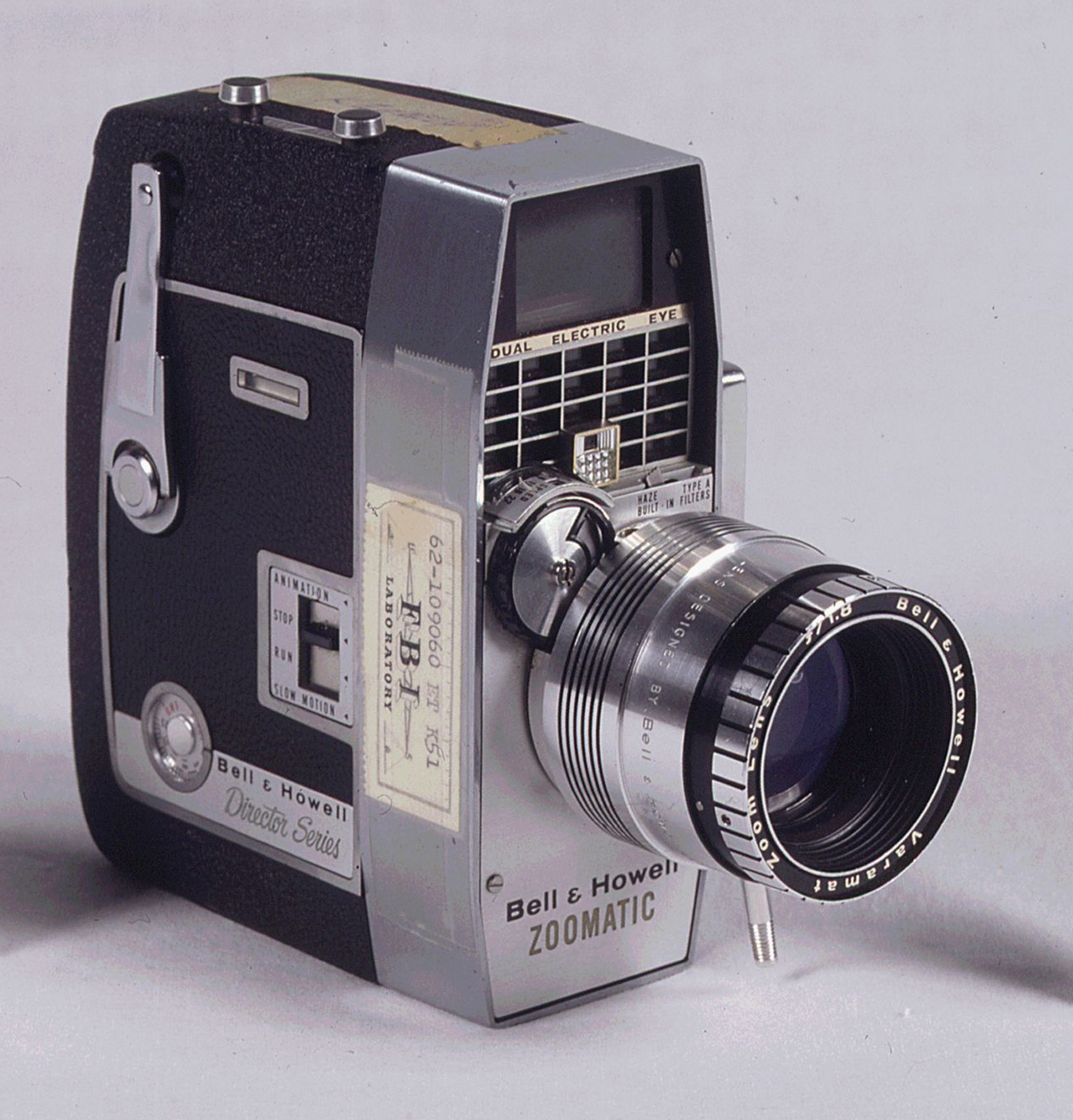
Abraham Zapruders kamera.

Abraham Zapruder, född 15 maj 1905 i Kowel, Polen i nuvarande Ukraina, död 30 augusti 1970 i Dallas, Texas, var en amerikansk tillverkare av damkläder som råkade filma mordet på USA:s president John F. Kennedy i Dallas den 22 november 1963. Den 26 sekunder långa filmen kallas Zapruderfilmen.
Abraham Zapruder var en beundrare av president Kennedy och när det visade sig att kortegen skulle passera i närheten av hans arbetsplats beslöt han att filma den.